# François Chatel
Pour les articles homonymes, voir Chatel.
François Chatel (de son nom de naissance François de Chateleux) est un réalisateur de télévision né le 1er mai 1926 à Neuilly-sur-Seine et mort le 28 juillet 1982 à Paris 8e.

## Biographie
Il est le fils de Roger de Chateleux (1878-1956), écrivain et journaliste, très renommé dans les années 1950 pour une série de reportages sur le vaste monde, publiés à La Table Ronde sous le pseudonyme de Stany et de Chalux, certains diffusés sur Radio Luxembourg.
Marié en 1957 avec la comédienne Jacqueline Monsigny, il est le père de Philippe Chatel (1948-2021), Renaud (1956) et de Thibaut Chatel (1959). Il divorcera en 1969.

## Filmographie sélective
- 1961 : Le Théâtre de la jeunesse : Le Capitaine Fracasse d'après Le Capitaine Fracasse de Théophile Gautier, réalisation en 2 parties, première diffusion les 23/03/1961 et 30/03/1961
- 1962 : La Lettre dans un taxi avec Micheline Presle, Jean Rochefort
- 1962 : Passe-temps avec Leny Escudero
- 1962 :  Chéri  avec Jean-Claude Brialy
- 1965 : Entrez dans la ronde avec Colette Deréal, Jacques Brel, Denise Gence
- 1965 : Bonjour tristesse, avec Michel Auclair, Anne Vernon, Pascale Roberts
- 1966 : L'Amour en papier
- 1971 : Le Dessous des cartes d'une partie de whist avec Malka Ribowska
- 1972 : Le Prince travesti de Marivaux, avec Jean-Paul Roussillon, Georges Descrières, mise en scène Jacques Charon, Comédie-Française
- 1972 : Le Revolver sous la pluie avec Micheline Presle, Jacques François
- 1972 : Mycènes, celui qui vient du futur - La planète fermée avec Armand Abplanalp, Catherine Ciriez
- 1973 : Les Dévorants, feuilleton télévisé, avec Serge Martina
- 1973 : Le Château perdu avec Claude Jade, Lise Delamare, Xavier Saint-Macary
- 1974 : À vos souhaits... la mort avec France Dougnac, Xavier Saint-Macary
- 1978 : Le Scénario avec Jean Barney, Daniel Gélin, Sabine Azéma
- 1979 : Les Acteurs de bonne foi de Marivaux, avec Denise Gence, Richard Berry, mise en scène Jean-Luc Boutté, Comédie-Française
- 1981 : Marie-Marie feuilleton avec Danielle Darrieux, Maurice Biraud